# Etyka opisowa
Etyka opisowa – jeden z trzech głównych działów etyki, obok etyki normatywnej i metaetyki. Niekiedy nazywa się ją etologią.
Nauka ta opisuje różne systemy etyczne, powstałe w różnych okresach historycznych i różnych społecznościach. Przygląda się ich kształtowaniu, starając się dotrzeć do jego przyczyn. Zwraca też uwagę na znaczenie tychże systemów w odpowiadających im społecznościach. Dzieli się dalej na dziedziny wedle stosowanych metod badawczych, przejętych z innych nauk. Wyróżnia się w niej:
- historię moralności (opisującą moralność z historycznego punktu widzenia)
- psychologię moralności (badającą stosunek podmiotu do obowiązujących norm moralnych z punktu widzenia psychologii)
- socjologię moralności (interesującą się moralnością w odniesieniu do grup społecznych)